# Phyllophaga heteronycha
Phyllophaga heteronycha är en skalbaggsart som beskrevs av Bates 1888. Phyllophaga heteronycha ingår i släktet Phyllophaga och familjen Melolonthidae. Inga underarter finns listade i Catalogue of Life.